# Werner Genest

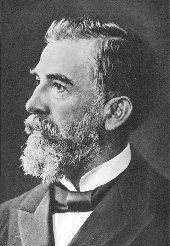
Werner Genest

Werner Genest, mit vollständigem Namen Wilhelm Ludwig Werner Genest (* 18. August 1850 in Jerichow; † 13. März 1920 in Berlin) war ein deutscher Ingenieur und Unternehmer.
Neben technischer Verbesserung als Konstrukteur, hatte er durch Einführung von Massenproduktion an der schnellen Verbreitung von Telegraph und Telefon in Deutschland einen großen Anteil. Die von ihm mitbegründete Firma Mix & Genest entwickelte sich nach Ende des Ersten Weltkriegs zum Pionier für Schwachstromtechnik und gehörte zu den Unternehmen, aus denen 1958 die Standard Elektrik Lorenz AG (SEL) hervorging.

## Leben
Werner Genest war der Sohn des Kaufmanns und Gastwirts August Genest und dessen Ehefrau Hulda Genest, geb. Woche. Er studierte von 1869 bis 1873 Maschinenbau an der Gewerbeakademie Berlin. Danach folgte eine mehrjährige Tätigkeit bei den Königlich Preußischen Staatseisenbahnen. Werner Genest war vielseitig technisch interessiert. Als er 1877 von den Versuchen erfuhr, die der Generalpostmeister Heinrich von Stephan mit den Bell'schen Telefonapparaten durchführen ließ, erkannte er sofort die weitreichende Bedeutung dieser Versuche. Er verzichtete auf die vorgezeichnete höhere Beamtenlaufbahn und gründete zusammen mit dem Kaufmann Wilhelm Mix am 1. Oktober 1879 die Offene Handelsgesellschaft Mix & Genest, mit vollem Namen oHG Mix & Genest, Telegraphenbau-Anstalt und Telegraphendraht-Fabrik in der Prinzessinnenstraße 23 in Berlin.
Das Unternehmen wuchs in den folgenden Jahren sehr schnell, vor allem durch die innovative Weiterentwicklung seiner Produkte, die in immer größerer Zahl auch von der Post übernommen wurden. Im Jahr 1884 ließ Werner Genest in der Neuenburger Straße eine eigene Fabrik errichten und änderte den Firmennamen in Mix & Genest, Telegraphenbau-Anstalt, Telephon- und Blitzableiterfabrik. Für das weitere Wachstum benötigte Genest, der seit 1886 Alleineigentümer war, dringend Zugang zu mehr Investitionskapital. Er wandelte sein Unternehmen daher in eine Aktiengesellschaft um, die am 16. April 1889 mit 1,2 Mio. Mark unter dem Namen Actiengesellschaft Mix & Genest, Telephon-, Telegraphen- und Blitzableiter-Fabrik eingetragen wurde. Im Jahr 1900 änderte sich der Name dann auf AG Mix & Genest, Telephon- und Telegraphen-Werke. In der Neuenburger Straße arbeiteten in diesem Jahr bereits über 200 Beschäftigte. Ab 1900 wurden auch Rohrpost-Anlagen produziert. In den Jahren 1891 und 1892 gründete Genest Zweigfabriken. 1894 ließ er für seinen Hauptbetrieb ein neues vierstöckiges Gebäude für bis zu 1000 Beschäftigte bauen und noch eine weitere Fabrik 1895 in Berlin-Schöneberg.
Bis 1904 zählte das Unternehmen 2.200 Beschäftigte und unterhielt mehrere Filialen im In- und Ausland. 1907 schied Genest aus dem Vorstand aus und wechselte in den Aufsichtsrat, wo er weiterhin beratend tätig war.

## Familie
Über sein privates Leben ist nur wenig bekannt. Er war verheiratet und hatte vier Söhne.[Beleg fehlt] Von 1885 bis 1920 lebte er mit seiner Familie in der Boothstraße 16 in Groß-Lichterfelde, wo er sich eine herrschaftliche Villa bauen ließ. Damit war er zufällig für einige Jahre ein unmittelbarer Nachbar des Flugpioniers Otto Lilienthal, der das Anwesen in der Boothstraße 17 bewohnte.

## Nachwirkungen
Werner Genest sind zahlreiche Erfindungen und Verbesserungen bei der Weiterentwicklung des Telefons zu verdanken. Die Entscheidung der Reichspostverwaltung aus dem Jahr 1900, das Einrichten von Nebenstellenanlagen durch die Privatindustrie zuzulassen und nicht das gesamte Fernmeldewesen als rein staatliche Aufgabe zu betrachten, wird maßgeblich seinem Einfluss zugeschrieben.
Das Unternehmen Mix & Genest wurde ein Jahr nach seinem Tod durch die Allgemeine Elektricitäts-Gesellschaft (AEG) übernommen. Die Aktionäre stimmtem im November 1921 einem Angebot zu, ihre Unternehmensanteile in Aktien der AEG zu tauschen. Im Jahr 1929 überließ AEG ihre Anteile der International Telephone and Telegraph Corporation (ITT), bzw. deren Tochter Standard Elektrizitäts-Gesellschaft (SEG), die im Jahr 1956 in Standard Elektrik AG umbenannt und 1958 mit der C. Lorenz AG zur Standard Elektrik Lorenz AG (SEL) verschmolzen wurde. Der Firmenname Mix & Genest wird seither nicht mehr verwendet.